# Bordj Okhriss
Bordj Okhriss (em árabe: برج أوخريص) é uma cidade e comuna localizada na província de Bouira, Argélia. Segundo o censo de 2008, a população total da cidade era de 10 467 habitantes.